# Trận Motienling
Trận Motienling là một trận chiến ở đèo Motien (chữ Hán: 摩天嶺, Ma Thiên Lĩnh) ở Mãn Châu giữa quân lực Đế quốc Nhật Bản (thế công) và Đế quốc Nga (thế thủ) trong chiến tranh Nhật-Nga.

## Bối cảnh
Motienling là một con đèo tương đối thấp vắt ngang dãy núi bắc nam của bán đảo Liêu Đông. Phía tây đèo là lưu vực sông Liêu đổ về Bột Hải nơi tập trung dân cư, phố thị như Liaoyang. Phía đông là núi non với các nguồn nước đổ về Hoàng Hải.
Chỉ huy quân Nhật là tướng Tamemoto Kuroki kéo quân thuộc Quân đoàn 1 tiến lên từ phía đông nam. Phòng thủ đỉnh đèo là quân Nga dưới trướng của tướng Fedor Keller.
Chỉ huy toàn bộ quân Nga lúc bấy giờ là Thượng thư Bộ Binh tướng Aleksey Kuropatkin. Vào đầu Tháng Bảy 1904 Kuropatkin nghĩ rắng trước sau gì quân Nhật sẽ đánh lấy Haicheng rồi tiến lên Shenyang. Một mặt Kuropatkin điều thêm quân về củng cố Haicheng, một mặt sai Keller lên giữ đèo Motien ở phía đông với ba trung đoàn bộ binh, ba đại đội pháo binh và một trung đoàn Cossack. Yểm trợ thêm là một lữ đoàn Cossack đóng ở phía tây.

## Chiến trận
Ngày 8 Tháng Bảy, quân Nhật tiến lên chia thành ba nhóm, bao vây quân Nga. Rạng ngày mồng 10 quân Nhật khai hỏa mở cuốc tấn công trận tiền nhưng đến 07:00 thì phải lui vì hỏa lực Nga mạnh quá. Lúc 08:00 quân Nga bị bao vây ba mặt phải tháo lui đến 10:00 thì rút bỏ vị trí ở Motien chạy về phía Ximu. Tướng Keller tử trận.
Ngày 13 Tháng Bảy, quân Nhật làm chủ đèo Motien, củng cố địa vị cho Quân đoàn 1 lên đường tiến đánh Liaoyang vào Tháng Tám, 1904.